# Jiří Kotrba
Jiří Kotrba (* 28. února 1958 v Písku) je bývalý československý fotbalista a současný fotbalový trenér a funkcionář.

## Život
Studoval na gymnáziu v Milevsku, které ukončil po přestupu do pražských Bohemians na gymnáziu Na Pražačce, Praze 3 v roce 1976. V roce 1981 ukončil studium na FTVS UK, obor TV a trenérství (Mgr.), a v roce 2010 ukončil studium na VŠ marketingu a řízení, ESMA Barcelona (M.B.A.).
Od roku 1979 je ženatý, manželka Jana (* 1960). Má dva syny:
- Lukáš (* 1980), ženatý, manželka Petra (* 1980), dcera Petra (* 2003) a syn David (* 2007),
- Jan (* 1984), ženatý, manželka Dominika a syn Alex (* 2023)

## Hráčská kariéra
V mládí hrál za klub ZVVZ Milevsko a reprezentační mládežnické výběry tehdejšího Československa, odkud v 18 letech odešel do Bohemians Praha (trenéři Musil 1976 a Pospíchal 1977 - 1981). V sezóně 1977/78 debutoval v nejvyšší československé soutěži, hrál na pozici obránce a útočníka. S klubem Bohemians Praha ČKD byl v československé lize třetí (1980), hrál s ním dvakrát Pohár UEFA v sezóně 1979-80 s FC Bayern Mnichov a v sezóně 1980-81 se Sporting de Gijón a Ipswich Town FC a třikrát Interpohár (1978, 1979, 1980). Hrál v československé reprezentaci do 21 let. V roce 1981 odešel na rok na vojnu do VTJ Tábora a po jejím skončení přestoupil do klubu Dynamo České Budějovice, se kterým postoupil do československé ligy (1985) a do finále Českého poháru 1985 proti Dukle Praha. V roce 1988 zde hráčskou kariéru ukončil. Na svém kontě má 85 zápasů v nejvyšší československé soutěži, ve kterých vstřelil dvě branky.

## Ligová bilance
| Ročník                                   | Zápasy | Góly | Klub                    |
| ---------------------------------------- | ------ | ---- | ----------------------- |
| 1. československá fotbalová liga 1977/78 | 26     | 0    | Bohemians Praha         |
| 1. československá fotbalová liga 1978/79 | 15     | 1    | Bohemians Praha         |
| 1. československá fotbalová liga 1979/80 | 8      | 0    | Bohemians Praha         |
| 1. československá fotbalová liga 1980/81 | 4      | 0    | Bohemians Praha         |
| Česká národní fotbalová liga 1981/82     | 21     | 1    | VTJ Tábor               |
| Česká národní fotbalová liga 1982/83     | 20     | 3    | Dynamo České Budějovice |
| Česká národní fotbalová liga 1983/84     | 30     | 10   | Dynamo České Budějovice |
| Česká národní fotbalová liga 1984/85     | 28     | 7    | Dynamo České Budějovice |
| 1. československá fotbalová liga 1985/86 | 26     | 1    | Dynamo České Budějovice |
| 1. československá fotbalová liga 1986/87 | 6      | 0    | Dynamo České Budějovice |
| CELKEM 1. čs. liga                       | 85     | 2    |                         |

## Trenérská a manažerská kariéra
- TJ Dynamo České Budějovice JČE ,1982 - 1987, vedoucí trenér fotbalových Sportovních Tříd a trenér mužstva "U15";
- TJ Dynamo České Budějovice JČE, 1987 - 1989, vedoucí trenér fotbalového Tréninkového Střediska Mládeže a trenér mužstva"U18";
- TJ Dynamo České Budějovice JČE, 1989 - 1991, trenér seniorského "A" týmu hrající 2.českou ligu (postup do 1.československé ligy);
- TJ Dynamo České Budějovice JČE, 1991, trenér seniorského "A"týmu hrající 1.československou ligu (1.-5. kolo);
- SKP Union Cheb, 1991 - 1992, trenér seniorského "A"týmu hrající 1.československou ligu (sestup);
- SKP Union Cheb, 1992 - 1993, trenér trenér seniorského "A"týmu hrající 2.českou ligu (postup);
- FK Sklobižu Jablonec nad Nisou, 1993, trenér seniorského "A"týmu hrající 2.českou ligu;
- FK Viktoria Žižkov, 1993 - 1995, trenér seniorského "A"týmu hrající 1.českou ligu a PVP;
- FK Jablonec nad Nisou, 1995 - 1998, trenér seniorského "A"týmu hrající 1.českou ligu, PVP a PUEFA;
- ČR "U21", 1996 - 1998, asistent trenéra "U21" (hlavní trenér Ivan Kopecký);
- FK Dukla/Marila Příbram, 1998 - 2002, trenér seniorského "A"týmu hrající 1.českou ligu, PUEFA a Intertotocup;
- SK Sigma Olomouc, 2002 (4 poslední utkání podzimní části) , trenér seniorského "A" týmu hrající 1.českou ligu;
- AC Sparta Praha, 2002 - 2004, trenér seniorského "A" týmu hrající 1.českou ligu a hrající LM UEFA;
- 1. FC Brno, 2005 - 2006, trenér seniorského "A" týmu hrající 1.českou ligu;
- SK Dynamo České Budějovice, 2006 (podzimní část sezóny, sportovní ředitel klubu, 1.česká liga;
  - FK Marila Příbram, 2007 (jarní část sezóny), trenér seniorského "A" týmu hrající 1.českou ligu (sestup);
- SK Dynamo České Budějovice, 2008 - 2013, květen, generální manažer klubu hrající 1.českou ligu;
  - ČR "U21", 2009 (září - prosinec), trenér mužstva;
  - SK Dynamo České Budějovice, 2009, trenér seniorského "A" týmu hrající 1.českou ligu (5 utkání);
- FC Slovan Liberec, 2014 (jarní část sezóny), trenér "A" týmu hrající 1.českou ligu (3 utkání);
- 1. FK Příbram, 2016 (leden - červen), šéftrenér mládeže a trenér "U19" (LSD, 2. místo);
  - 1.FK Příbram, 2016 (červenec - říjen), trenér "U21";
- FK Jablonec nad Nisou, 2016 - 2017, šéftrenér mládeže a trenér "U21";
- FAČR, ředitel STO - sportovně technické oddělení (ORF - oddělení rozvoje fotbalu), 2019

## Úspěchy trenérské
Dynamo České Budějovice
- postup do 1. československé ligy (1990)
- finalista Českého poháru 1991/92 (finále v Teplicích s Baníkem Ostrava)

FC Union Cheb
- postup do 1. české ligy (1993)

FK Viktoria Žižkov
- vítěz Českého poháru 1993/94 (finále s AC Sparta Praha a Pohár vítězů pohárů IFK Norrköping, Chelsea FC)

FK Jablonec
- 3. místo v české lize 1995/96 a 1996/97 Pohár UEFA, Örebro SK
- vítěz Českého poháru 1997/98 (finále s FC Drnovice) (Pohár vítězů pohárů, Apollon Limassol)

1. FK Příbram
- 4. místo v české lize 2000/01 (Pohár UEFA, CS Sedan, PAOK Soluň)
- Intertocup červenec a srpen 2000 (LASK Linz, Aston Villa FC)
- 2. místo Liga Staršího dorostu (2015 - 2016)

AC Sparta Praha
- mistr České republiky 2002/03
- předkolo, skupina a osmifinále Ligy mistrů 2003/04 (předkolo LM - Vardar Skopje, skupina LM 2. místo - Chelsea, Lazio Řím, Besiktas Istanbul) osmifinále LM AC Milán)